# Faicchio
Faicchio är en ort och kommun i provinsen Benevento i regionen Kampanien i Italien. Kommunen hade 3 637 invånare (2017).